# Hansa-Brandenburg W 19
Die Hansa-Brandenburg W 19 war ein deutsches Schwimmer–Jagdflugzeug des Ersten Weltkriegs. Das militärische Kürzel lautete nach dem Bezeichnungssystem der Kaiserlichen Marine C3MG für „zweisitziges Schwimmerflugzeug mit zwei starren und einem beweglichen MG“.

## Entwicklung
Die W 19 wurde unter der Leitung von Ernst Heinkel als Reaktion auf einen am 2. April 1917 erteilten Auftrag als leistungsgesteigertes Nachfolgemodell der erfolgreichen W 12 geplant und gebaut. Dazu wurde die Spannweite um 2,6 m vergrößert, der Rumpf verlängert und eine weitere Stielebene zwischen Ober- und Unterflügel eingesetzt. Außerdem fand ein wesentlich leistungsstärkerer 240-PS-Motor Verwendung (W 12: 165 PS). Die Seeflugzeug-Abnahmekommission (SAK) war von dem Entwurf so überzeugt, dass sie am 2. April 1917 den Auftrag zur Serienproduktion zuungunsten des Konkurrenzmusters FF 48, einem C2MG-Typ und Nachfolger der FF 33h, erteilte. Das Baulos umfasste ursprünglich 55 Exemplare, von denen bis zum Mai 1918 53 Stück an die Seeflieger geliefert wurden. Die Flugzeuge waren gemäß dem C3MG-Standard bewaffnet; eine Ausnahme bildeten die drei ersten Flugzeuge mit dem Nummernblock 1469 bis 1471, die nur mit einem starren Maschinengewehr ausgerüstet waren. Zu Versuchszwecken erhielt eine W 19 mit der Marine Nummer 2237 eine bewegliche 20-mm-Maschinenkanone im Rückenstand, mit der im April 1918 vom Seeflugzeug-Versuchskommando (SVK) in Warnemünde Tests durchgeführt wurden.

## Aufbau
Die W 19 war wie ihre Vorgängerin als verstrebter Doppeldecker in Gemischtbauweise ausgelegt. Der Rumpf aus Holzspanten mit senkrechten Seitenwänden und gewölbtem Rücken war im hinteren Bereich ebenfalls nach oben gezogen und endete in dem nach unten gezogenen Seitenruder, wodurch sich ein sehr freies Schussfeld für den Beobachter nach hinten ergab. Die Konturen waren aerodynamisch verfeinert worden; so konnte die bei der W 12 durch die hintere Kabine verursachte Ausbeulung beseitigt werden. Der Kraftstofftank war im Rumpf untergebracht. Beim Tragwerk gab es neben der vergrößerten und nun oben wie unten gleichen Spannweite noch die zwei- statt einstielig ausgeführten Verstrebungen mit ausgekreuzten Verspannungsdrähten zwischen den aus sperrholzverkleideten Rundstahlrohren bestehenden I-Stielen. Die zweiholmigen Tragflächen hatten ein etwas dünneres Profil erhalten und besaßen oben wie unten Querruder. Das Schwimmwerk wurde von der W 12 übernommen und umfasste die beiden parallel zueinander angeordneten Sperrholzschwimmer mit je einer Stufe und dahinter gekieltem Unterboden. Sie waren durch N-Streben mit dem Rumpf verbunden und durch V-Streben zu den unteren Tragflächen hin abgestützt.

## Vergebene Marinenummern
| Marinenummer | Typ  | Anzahl |
| ------------ | ---- | ------ |
| 1469–1471    | C2MG | 3      |
| 2207–2216    | C3MG | 10     |
| 2237         | CK   | 1      |
| 2238–2257    | C3MG | 20     |
| 2259–2278    | C3MG | 20     |
| 2537         | C3MG | 1      |
| 2544–2563    | CK   | 20     |
| 2683–2722    | C3MG | 40     |
| gesamt       | 115  | 115    |

Zu Vereinfachungszwecken wurde der große Nummernblock 2201–3000 am 16. November 1917 als gesamtes Hansa-Brandenburg zugewiesen. Inwiefern die diesen Nummern zugeteilten Flugzeuge speziell in den letzten Wochen des Krieges wirklich gebaut wurden, ist unklar und kann zumeist aufgrund fehlender Unterlagen nicht mehr nachvollzogen werden.

## Technische Daten
| Kenngröße             | Daten                                                                                             |
| --------------------- | ------------------------------------------------------------------------------------------------- |
| Besatzung             | 2                                                                                                 |
| Spannweite            | 13,8 m                                                                                            |
| Länge                 | 10,65 m                                                                                           |
| Höhe                  | 4,1 m                                                                                             |
| Flügelfläche          | 57,8 m²                                                                                           |
| Leermasse             | 1435 kg                                                                                           |
| Nutzlast              | 100 kg                                                                                            |
| Startmasse            | 2005 kg                                                                                           |
| Antrieb               | ein wassergekühlter Sechszylinder-Reihenmotor Maybach Mb IV                                       |
| Nennleistung          | 240 PS (177 kW) bei 1400/min                                                                      |
| Höchstgeschwindigkeit | 150 km/h in Bodennähe                                                                             |
| Marschgeschwindigkeit | 130 km/h                                                                                          |
| Steigzeit             | 6:24 min auf 1000 m Höhe 18:45 min auf 2000 m Höhe 23 min auf 3000 m Höhe                         |
| prakt. Gipfelhöhe     | 3000 m                                                                                            |
| Reichweite            | 450 km                                                                                            |
| Bewaffnung            | zwei starre 7,9-mm-MG 08/15 mit je 500 Schuss ein bewegliches 7,9-mm-MG Parabellum mit 500 Schuss |